# Ekspedycja 7
Członkowie Ekspedycji 7 stanowili siódmą stałą załogę Międzynarodowej Stacji Kosmicznej.

## Załoga
- Jurij Malenczenko (3), Dowódca misji i dowódca Sojuza (Rosja)
- Edward Lu (3), Inżynier lotu i pracownik naukowy ISS (Stany Zjednoczone)

(liczba w nawiasie oznacza liczbę lotów odbytych przez każdego z astronautów)
Załoga rezerwowa:
- Aleksandr J. Kaleri (4), Dowódca misji i dowódca Sojuza (Rosja)
- Colin M. Foale (6), Inżynier lotu i pracownik naukowy ISS (Stany Zjednoczone)

## Parametry misji
- Perygeum: 384 km
- Apogeum: 396 km
- Inklinacja: 51,6°
- Okres orbitalny: 92 min

### Dokowanie do ISS
- Połączenie z ISS: 28 kwietnia 2003, 05:56:20 UTC
- Odłączenie od ISS: 27 października 2003, 22:17:09 UTC
- Łączny czas dokowania: 182 dni, 16 h, 20 min, 49 s